# Veliki Kabal
Veliki Kabal nebo též Ljuti kamen je se svojí výškou 1 339 m n. m. nejvyšší horou pohoří Mosor v jižním Chorvatsku. I přes svoji vysokou nadmořskou výšku je hora snadno přístupná pro turisty. Veliki Kabal je dosažitelný z několika různých směrů, výstup na něj trvá asi dvě až čtyři hodiny podle zvolené trasy. Na vrcholu hory byl vystavěn dřevěný kříž, pod kterým bylo umístěno několik betonových laviček a stolů, sloužících k odpočinku turistů.